# ثقب فوق محجري
الثقبة فوق الحجاج (بالإنجليزية: Supraorbital foramen)‏ هو ممر عظمي ممدود يقع فوق محجر العين وتحت الجبين. الثقبة فوق الحجاج تقع مباشرة تحت الحاجب.

## معرض صور

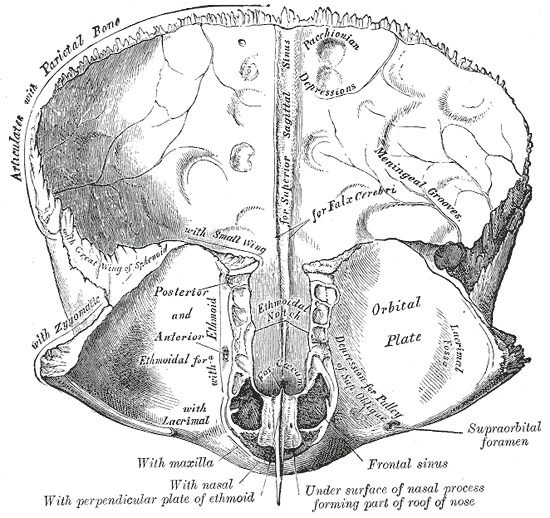
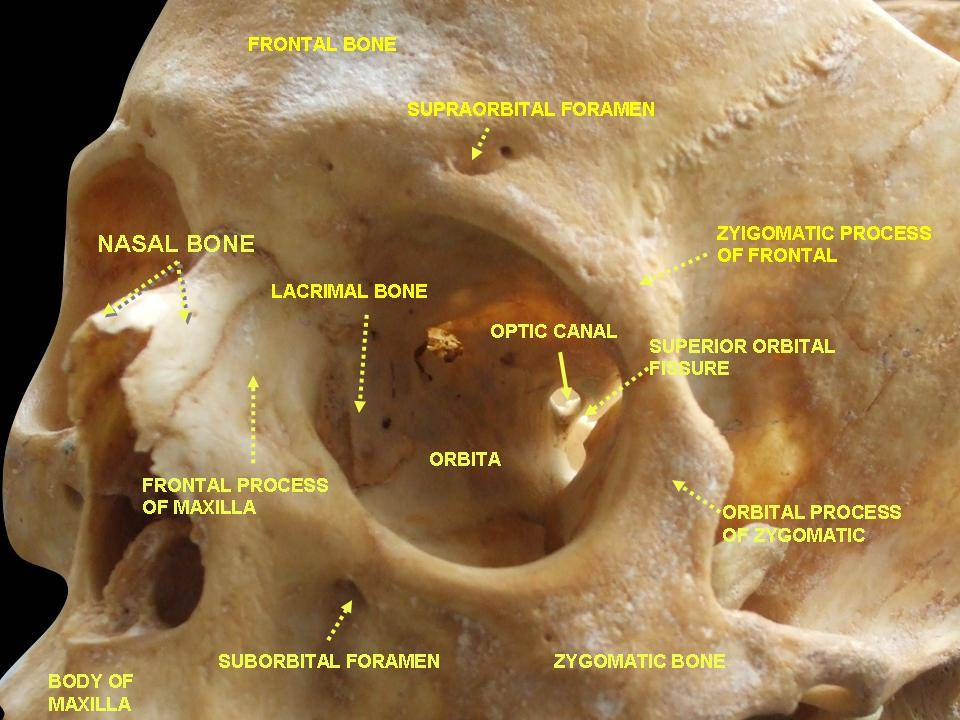